# 哈维·伍德
哈维·伍德（英語：Harvey Wood，1885年4月10日—1958年12月18日），英格兰前男子曲棍球运动员。他曾代表英国国家队参加1908年夏季奥林匹克运动会曲棍球比赛，获得一枚金牌。